# 恐齒龍屬
恐齒龍屬（學名：Deinodon）是暴龍科恐龍的一屬，是由約瑟夫·萊迪（Joseph Leidy）於1856年命名，化石為一根在蒙大拿州發現的牙齒，年代為上白堊紀 （页面存档备份，存于）。雖然這根牙齒很有可能是屬於之後發現的蛇髮女怪龍，但單靠牙齒特徵是很難去分辨不同的暴龍科，所以恐齒龍一般被認為是疑名。這顆牙齒實際上是最早被研究的暴龍科化石，是由Ferdinand Vandeveer Hayden所發現。

## 物種情況

### 模式種
恐齒龍的模式種是恐怖恐齒龍（D. horridus），是只有一根從蒙大拿州發現的牙齒，曾經先後被歸類於後彎齒龍（Aublysodon horridus）、蛇髮女怪龍（Gorgosaurus horridus）、及斑龍（Megalosaurus horridus）的一個種。恐怖恐齒龍被認為是疑名，並且編入艾伯塔龍的Albertosaurus libratus之中，該種目前為蛇髮女怪龍。

### 其他物種
- 大恐齿龙（D. amplus）：疑名，被建立為暗脈龍（Stygivenator amplus）。
- 鹰爪恐齿龙（D. arctunguis）：被歸類為艾伯塔龍的一個種（A. arctunguis）。
- 冠恐齒龍（D. cristatus）：由馬什在1877年建立，疑名，被歸類為傷齒龍的一個種（Troodon cristatus）。
- 冠恐齒龍（D. cristatus）：由科普在1896年建立，被歸類為暗脈龍的一個種（Stygivenator cristatus）。
- D. explanatus：疑名，被歸類為近爪牙龍的一個種（Paronychodon explanatus）。
- 镰齿恐齿龙（D. falculus）：疑名，被歸類為馳龍的一個種（Dromaeosaurus falculus）。
- 大恐齒龍（D. grandis）：疑名，曾先後為後彎齒龍（Aublysodon grandis）與似鳥龍（Ornithomimus grandis）的一個種。
- 海氏恐齿龙（D. hazenianus）：疑名，曾先後為傷龍（Dryptosaurus hazenianus）與暴風龍（Laelaps hazenianus）的一個種。
- 恐怖恐齒龍（D. horridus）：模式種的其他化石，被歸類於後彎齒龍的模式種中。
- 扁齿恐齿龙（D. incrassatus）：疑名，曾先後為艾伯塔龍（Albertosaurus incrassatus）與暴風龍（Laelaps incrassatus）的一個種。
- D. kenabekides：疑名，被歸類為傷龍的一個種（D. kenabekides）。
- 纤额恐齿龙（D. laevifrons）：疑名，被歸類為馳龍的一個種（Dromaeosaurus laevifrons）。
- 蘭斯恐齒龍（D. lancensis）：是矮暴龍的模式種。
- 裂恐齿龙（D. lancinator）：曾先後被編入勇士成吉思汗龍（Jenghizkhan bataar）、勇士特暴龍。
- 側恐齒龍（D. lateralis）：疑名，曾先後為後彎齒龍（Aublysodon lateralis）與馳龍（Dromaeosaurus lateralis）的一個種。
- 平衡恐齿龙（D. libratus）：是蛇髮女怪龍的模式種。
- 诺氏恐齿龙（D. novojilovi）：是馬列夫龍（Maleevosaurus novojilovi）。
- 威胁恐齿龙（D. periculosus）：被歸類為特暴龍的一個種（T. periculosus）。
- 肉食恐齒龍（D. sarcophagus）：是肉食艾伯塔龍。
- 斯氏恐齒龍（D. sternbergi）：被歸類為蛇髮女怪龍的一個種，目前被編入蛇髮女怪龍的模式種。

## 外部連結
- The Dinosaur Encyclopedia https://web.archive.org/web/20070405153608/http://www.dinoruss.org/de_4/index.htm